# Овчарова, Любовь Михайловна
Любовь Михайловна Овчарова (род. 23 октября 1995, Белореченск, Краснодарский край) — российская спортсменка, чемпионка и призёр чемпионатов России по вольной борьбе, призёр розыгрышей Кубка России, серебряный призёр чемпионата мира 2019 года, чемпионка Европы, участница летних Олимпийских игр 2020 года в Токио, мастер спорта России международного класса.

## Биография
Родилась и живёт в Белореченске. Выступает за клуб «Минобрнаука» (Краснодарский край). Тренировалась под руководством С. С. Макаряна и Ф. П. Бутузова. Член сборной команды страны с 2016 года. На предолимпийском чемпионате планеты 2019 года в Казахстане Овчарова завоевала серебряную медаль в весовой категории до 59 кг.
В феврале 2020 года на чемпионате континента в итальянской столице, в весовой категории до 59 кг Любовь в схватке за бронзовую медаль поборола спортсменку из Турции Элиф Яник и завоевала бронзовую медаль европейского первенства.

## Спортивные результаты
- Кубок России по борьбе 2013 года — ;
- Турнир на призы Александра Медведя 2014 года — ;
- Первенство Европы по борьбе среди юниоров 2014 года — ;
- Первенство мира по борьбе среди юниоров 2014 года — ;
- Первенство Европы по борьбе среди юниоров 2015 года — ;
- Первенство мира по борьбе среди юниоров 2015 года — ;
- Кубок России по борьбе 2015 года — ;
- Кубок Алроса 2015 года — ;
- Klippan Lady Open 2016 года — ;
- Гран-при Германии 2016 года — ;
- Чемпионат России по женской борьбе 2016 года — ;
- Мемориал Яшара Догу 2017 года — ;
- Первенство Европы по борьбе среди молодёжи 2017 года — ;
- Чемпионат России по женской борьбе 2017 года — ;
- Гран-при Испании 2017 года — ;
- Кубок Президента Бурятии 2019 года — ;
- Гран-при Испании 2019 года — ;
- Poland Open 2019 года — ;
- Чемпионат мира по борьбе 2019 года — ;
- Олимпийские игры 2020 — 5